# Jean Baptiste Joseph Fourier
Jean-Baptiste Joseph Fourier (Auxerre, 21 de março de 1768 — Paris, 16 de maio de 1830) foi um matemático e físico francês, conhecido por iniciar a investigação das séries de Fourier, que posteriormente se desenvolveram na análise de Fourier e na análise harmônica, com aplicações em problemas de transferência de calor e vibrações. A transformada de Fourier e a Lei de Fourier da condução térmica também receberam seus nomes em sua homenagem. Fourier também é geralmente creditado pela descoberta do efeito estufa.

## Biografia
Fourier nasceu em Auxerre (atualmente no departamento de Yonne, na França), filho de um alfaiate. Ficou órfão aos nove anos de idade. Fourier foi recomendado ao Bispo de Auxerre e, por meio dessa indicação, foi educado pela Ordem Beneditina do Convento de São Marcos. As comissões no corpo científico do exército eram reservadas para pessoas de boa linhagem, e, por ser inelegível, ele aceitou um cargo de professor militar de matemática. Ele teve um papel proeminente em seu distrito na promoção da Revolução Francesa, servindo no comitê revolucionário local. Foi preso brevemente durante o Terror, mas, em 1795, foi nomeado para a École Normale e posteriormente sucedeu Joseph-Louis Lagrange na École Polytechnique.
Fourier acompanhou Napoleão Bonaparte em sua expedição ao Egito em 1798, como conselheiro científico, e foi nomeado secretário do Institut d'Égypte. Isolado da França pela frota britânica, ele organizou as oficinas das quais o exército francês dependia para seus suprimentos de guerra. Ele também contribuiu com vários artigos matemáticos para o Instituto Egípcio (também chamado de Instituto do Cairo), fundado por Napoleão no Cairo, com o objetivo de enfraquecer a influência britânica no Oriente. Após as vitórias britânicas e a capitulação dos franceses sob o comando do General Abdullah Jacques-François de Boussay em 1801, Fourier retornou à França.

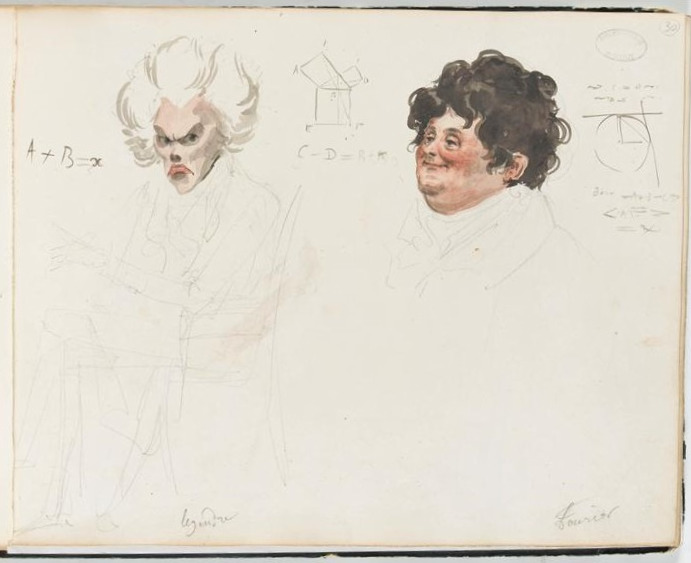
Caricaturas em aquarela de 1820 dos matemáticos franceses Adrien-Marie Legendre (esquerda) e Joseph Fourier (direita) pelo artista francês Julien-Léopold Boilly, retratos números 29 e 30 do Album de 73 Portraits-Charge Aquarellés des Membres de I’Institut.

Em 1801, Napoleão nomeou Fourier prefeito (Governador) do Departamento de Isère em Grenoble, onde supervisionou a construção de estradas e outros projetos. No entanto, Fourier havia retornado anteriormente da expedição de Napoleão ao Egito para retomar seu cargo acadêmico como professor na École Polytechnique quando Napoleão decidiu o contrário em sua observação:

... o Prefeito do Departamento de Isère tendo recentemente falecido, gostaria de expressar minha confiança no cidadão Fourier nomeando-o para este lugar.
Assim, sendo fiel a Napoleão, ele assumiu o cargo de Prefeito. Foi em Grenoble que ele começou a experimentar a propagação do calor. Ele apresentou seu artigo Sobre a Propagação do Calor em Corpos Sólidos ao Instituto de Paris em 21 de dezembro de 1807. Ele também contribuiu para a monumental Description de l'Égypte.
Em 1822, Fourier sucedeu Jean Baptiste Joseph Delambre como Secretário Permanente da Academia de Ciências da França. Em 1830, foi eleito membro estrangeiro da Academia Real das Ciências da Suécia.
Fourier nunca se casou.m 1830, sua saúde debilitada começou a cobrar seu preço:

Fourier já havia experimentado, no Egito e em Grenoble, alguns ataques de aneurisma do coração. Em Paris, era impossível não reconhecer a causa primária das frequentes sufocações que ele sentia. Uma queda, no entanto, que ele sofreu em 4 de maio de 1830, ao descer uma escada, agravou a doença a um ponto além do que se poderia temer.
Pouco depois desse evento, ele faleceu em sua cama em 16 de maio de 1830.
Fourier foi enterrado no Cemitério Père-Lachaise em Paris, em um túmulo decorado com um motivo egípcio para refletir sua posição como secretário do Instituto do Cairo e sua compilação da Description de l'Égypte. Seu nome é um dos 72 nomes inscritos na Torre Eiffel.
Uma estátua de bronze foi erguida em Auxerre em 1849, mas foi derretida para armamentos durante a Segunda Guerra Mundial. A Universidade Joseph Fourier em Grenoble foi nomeada em sua homenagem.

## A Teoria Analítica do Calor
Em 1822, Fourier publicou seu tratado sobre o fluxo de calor em Théorie analytique de la chaleur (A Teoria Analítica do Calor), no qual baseou seu raciocínio na lei do resfriamento de Newton, ou seja, que o fluxo de calor entre duas partículas adjacentes é proporcional à diferença extremamente pequena de suas temperaturas. Este tratado foi traduzido, com "correções" editoriais, para o inglês 56 anos depois por Freeman (1878). O tratado também foi editado, com muitas correções editoriais, pelo matemático Jean Gaston Darboux e republicado em francês em 1888.
Houve três contribuições importantes nesta publicação, uma puramente matemática, duas essencialmente físicas. Em matemática, Fourier afirmou que qualquer função de uma variável, seja contínua ou descontínua, pode ser expandida em uma série de senos de múltiplos da variável. Embora este resultado não seja correto sem condições adicionais, a observação de Fourier de que algumas funções descontínuas são a soma de séries infinitas foi um avanço. A questão de determinar quando uma série de Fourier converge tem sido fundamental por séculos. Joseph-Louis Lagrange havia dado casos particulares deste teorema (falso) e havia sugerido que o método era geral, mas não havia aprofundado o assunto. Peter Gustav Lejeune Dirichlet foi o primeiro a dar uma demonstração satisfatória dele com algumas condições restritivas. Este trabalho fornece a base para o que hoje é conhecido como a transformada de Fourier.

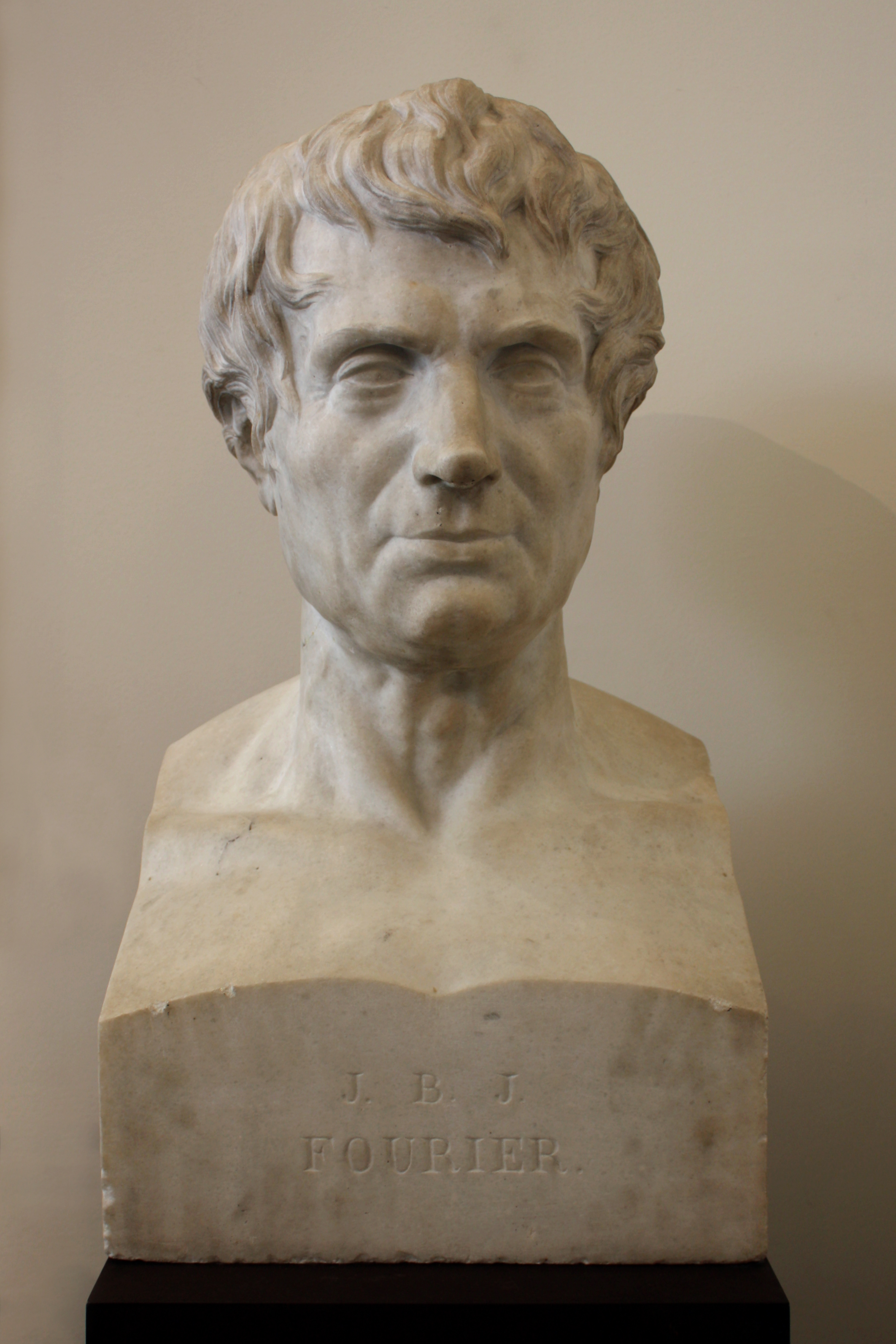
Busto de Fourier em Grenoble

Uma importante contribuição física no livro foi o conceito de homogeneidade dimensional em equações; ou seja, uma equação só pode ser formalmente correta se as dimensões corresponderem em ambos os lados da igualdade; Fourier fez contribuições importantes para a análise dimensional. A outra contribuição física foi a proposta de Fourier de sua equação diferencial parcial para a difusão condutiva de calor. Esta equação agora é ensinada a todo estudante de física matemática.

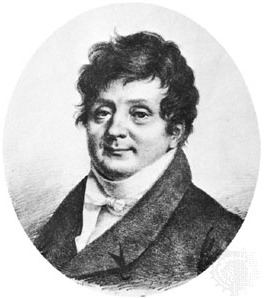
Esboço de Fourier, de 1820

## Raízes reais de polinômios

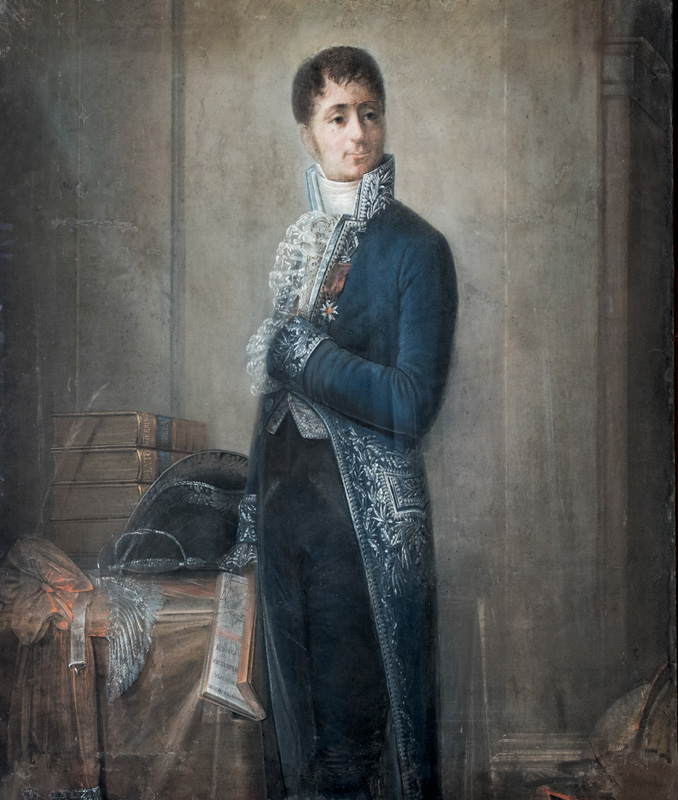
Retrato de Fourier por Claude Gautherot, circa 1806.

Fourier deixou um trabalho inacabado sobre a determinação e localização de raízes reais de polinômios, que foi editado por Claude-Louis Navier e publicado em 1831. Este trabalho contém muita matéria original — em particular, o teorema de Fourier sobre raízes reais de polinômios, publicado em 1820. François Budan, em 1807 e 1811, havia publicado independentemente seu teorema (também conhecido pelo nome de Fourier), que é muito próximo ao teorema de Fourier (cada teorema é um corolário do outro). A prova de Fourier é a que geralmente foi dada, durante o século XIX, em livros didáticos sobre a teoria das equações. Essas questões não foram mais consideradas importantes do final do século XIX até a segunda metade do século XX, quando reapareceram devido à necessidade da álgebra computacional. Uma solução completa do problema foi dada em 1829 por Jacques Charles François Sturm.

## Descoberta do efeito estufa

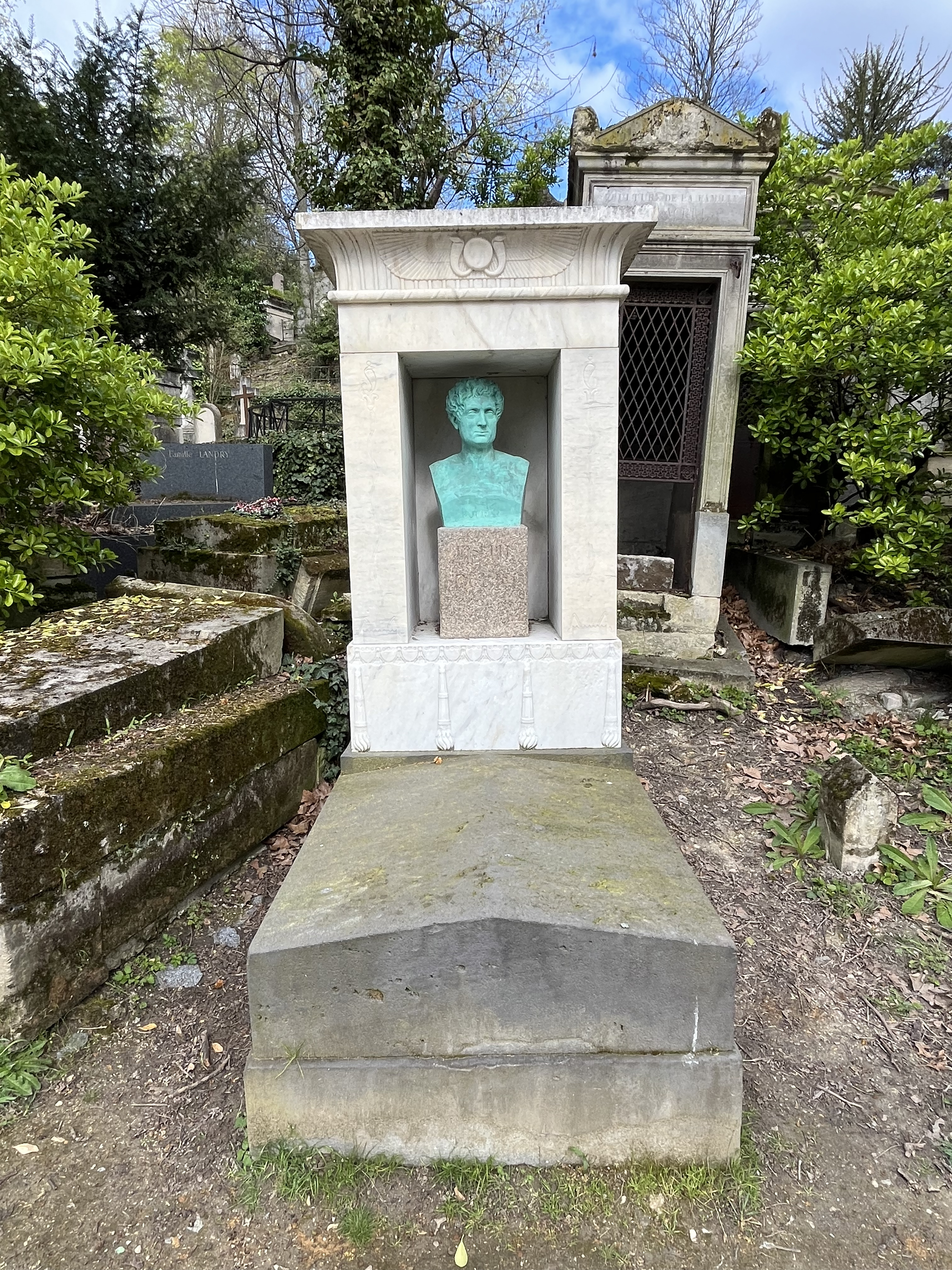
O túmulo de Jean-Baptiste Joseph Fourier no cemitério Père-Lachaise, Paris

Na década de 1820, Fourier calculou que um objeto do tamanho da Terra, e à sua distância do Sol, deveria ser consideravelmente mais frio do que o planeta realmente é se fosse aquecido apenas pelos efeitos da radiação solar incidente. Ele examinou várias fontes possíveis do calor adicional observado em artigos publicados em 1824 e 1827. No entanto, no final, devido à grande diferença de 33 graus entre seus cálculos e as observações, Fourier erroneamente acreditou que havia uma contribuição significativa da radiação do espaço interestelar. Ainda assim, a consideração de Fourier sobre a possibilidade de a atmosfera da Terra atuar como um tipo de isolante é amplamente reconhecida como a primeira proposta do que hoje é conhecido como efeito estufa, embora Fourier nunca tenha usado esse termo.
Em seus artigos, Fourier referiu-se a um experimento de Horace Bénédict de Saussure, que revestiu um vaso com cortiça enegrecida. Na cortiça, ele inseriu vários painéis de vidro transparente, separados por intervalos de ar. A luz do sol ao meio-dia era permitida a entrar no topo do vaso através dos painéis de vidro. A temperatura tornou-se mais elevada nos compartimentos mais interiores deste dispositivo. Fourier observou que, se os gases na atmosfera pudessem formar uma barreira estável como os painéis de vidro, eles teriam um efeito similar nas temperaturas planetárias. Esta conclusão pode ter contribuído para o uso posterior da metáfora do "efeito estufa" para se referir aos processos que determinam as temperaturas atmosféricas. Fourier observou que os mecanismos reais que determinam as temperaturas da atmosfera incluíam convecção, que não estava presente no dispositivo experimental de Saussure.

## Publicações

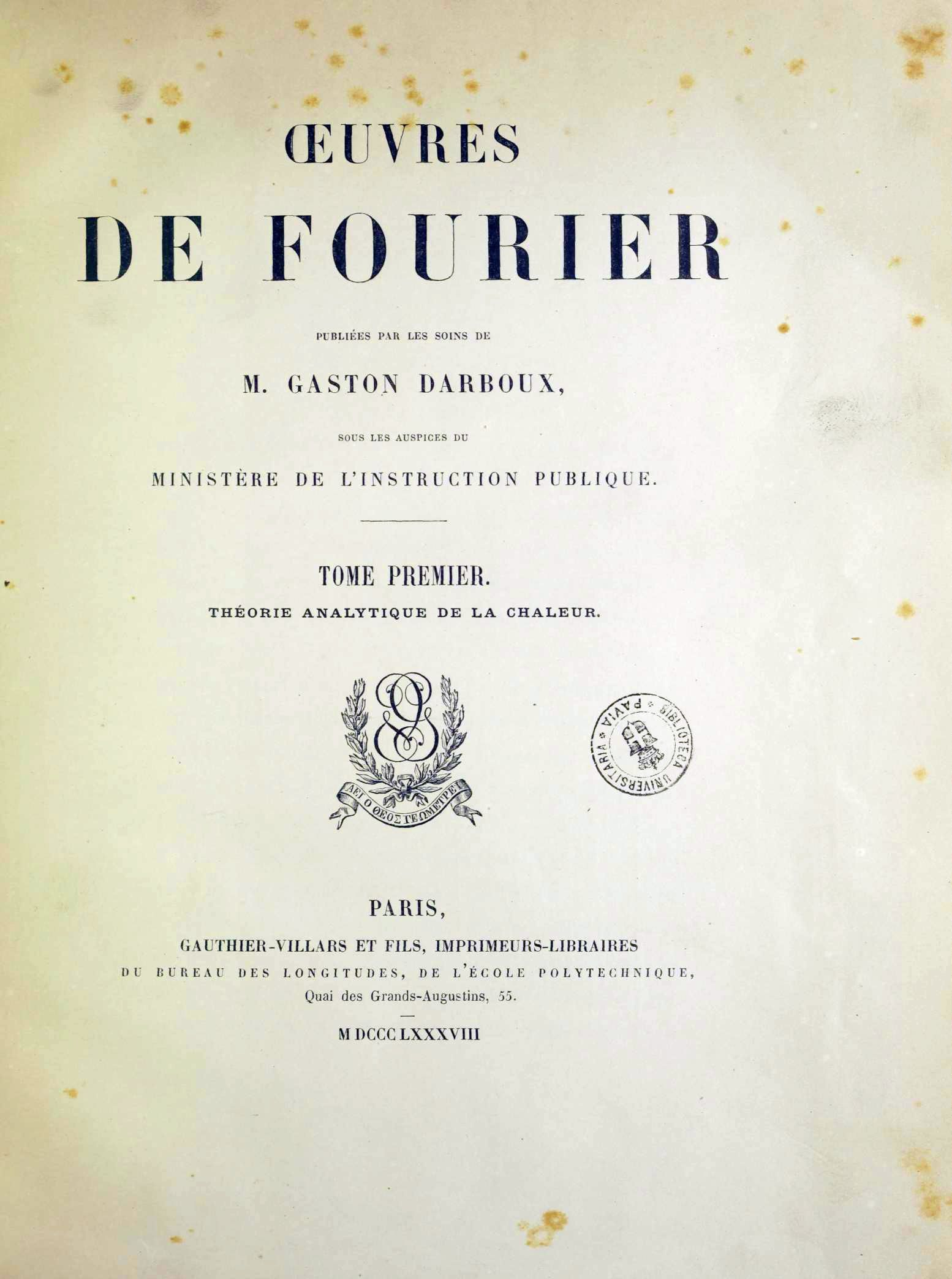
Théorie analitique de la chaleur, 1888

- Théorie analitique de la chaleur, 1888«Sur l'usage du théorème de Descartes dans la recherche des limites des racines». Bulletin des Sciences, Par la Société Philomatique de Paris: 156–165. 1820
- Théorie analytique de la chaleur (em francês). Paris: Firmin Didot Père et Fils. 1822. OCLC 2688081
  - Théorie analitique de la chaleur (em francês). 1. Paris: Gauthier-Villars. 1888
- «Remarques Générales Sur Les Températures Du Globe Terrestre Et Des Espaces Planétaires». Annales de Chimie et de Physique. 27: 136–167. 1824a
- Gay-Lussac, Joseph Louis; Arago, François, eds. (1824b). «Resume theorique des Proprietes de la chaleur rayonette». Paris. Annales de Chimie et de Physique. 27: 236–281
- Mémoire sur la température du globe terrestre et des espaces planétaires. 7. [S.l.]: Mémoires de l'Académie Royale des Sciences. 1827a. pp. 569–604 Translation by W M Connolley
- Mémoire sur la distinction des racines imaginaires, et sur l'application des théorèmes d'analyse algébrique aux équations transcendantes qui dépendant de la théorie de la chaleur. 7. [S.l.]: Memoirs of the Royal Academy of Sciences of the Institut de France. 1827b. pp. 605–624
- Analyse des équations déterminées. 10. [S.l.]: Firmin Didot frères. 1827c. pp. 119–146. Consultado em 20 de abril de 2011. Cópia arquivada em 30 de setembro de 2011
- Remarques générales sur l'application du principe de l'analyse algébrique aux équations transcendantes. 10. Paris: Memoirs of the Royal Academy of Sciences of the Institut de France. 1827d. pp. 119–146
- Mémoire d'analyse sur le mouvement de la chaleur dans les fluides. 12. Paris: Memoirs of the Royal Academy of Sciences of the Institut de France. 1833. pp. 507–530
- Rapport sur les tontines. 5. Paris: Memoirs of the Royal Academy of Sciences of the Institut de France. 1821. pp. 26–43